# Lluís Generes
|  | Pel que fa a l'impressor reusenc, vegeu Josep Generès. |

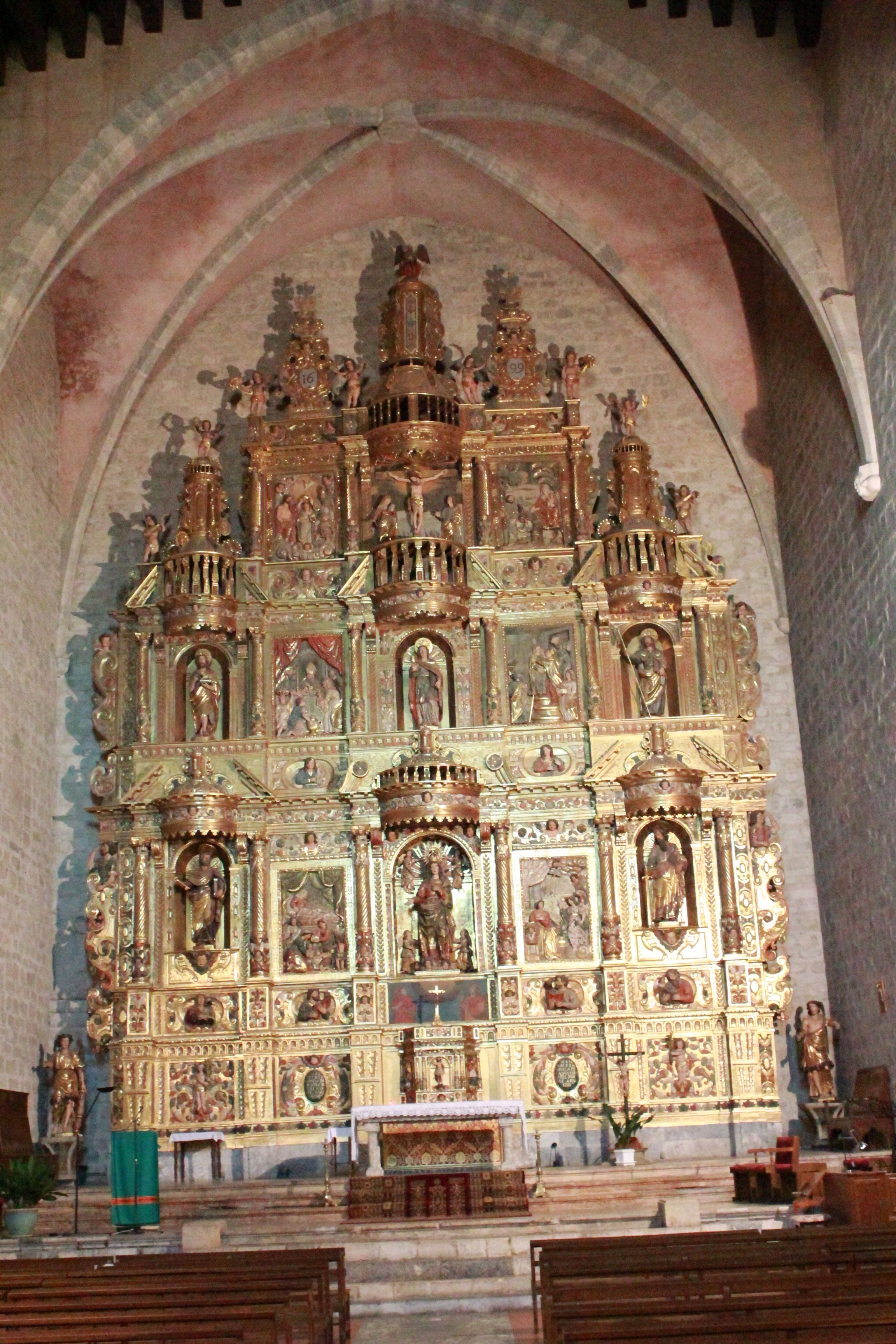
Santa Maria de Baixàs i el gran retaule barroc obra de Lluís Generes

Lluís Generes (Manresa, ? - Perpinyà, 1710 o abans) va ser un escultor i tallista català autor de nombrosos retaules a la Catalunya del Nord.

## Biografia
Encara que el lloc de naixement no està prou ben documentat, se sap que procedia d'una família manresana de tallistes. El seu pare Joan Generes i el seu germà Francesc Generes van ser tallistes especialitzats en retaules; i a Lluís Generes el succeí el seu fill Francesc. Encara, en morir en Lluís, feu un llegat al seu fillol i nebot, l'escultor perpinyanenc Lluís Ribera. Hom vincula a la família el coetani Josep Generes que va fer retaules al Bages i podria haver estat germà d'en Francesc i en Lluís. En Lluís Generes s'establí a Perpinyà i, en morir Llàtzer Tramulles el 1656, rebé el tractament d'"architector et sculptor" quan fou contractat per completar el retaule inacabat de Sant Francesc de Paula, per al convent dels Mínims (o de Santa Maria de la Victòria) de Perpinyà. Aquesta i moltes altres obres marcaren una fructífera carrera, que en feu l'escultor més destacat del Rosselló al llarg de mig segle.
Durant uns anys (1660s) tingué el seu taller a Vinçà mentre feia el retaule per a la seva església parroquial, i això li permeté de treballar per altres encàrrecs a la rodalia. La seva obra més reputada és posterior, el grandiós (17 metres d'alçada per 12 d'amplada) retaule de Santa Maria de Baixàs, fet per un contracte del 12 de desembre del 1671 entre l'escultor i els síndics del poble. L'interior del tabernacle mostra pintures del Sant Sopar, la Flagel·lació i Jesús encadenat. Segons Joan Capeille la magnificència del retaule feu encunyar la frase "ha costat tant com el retaule de Baixàs".
Lluís Generes compartí taller amb Pau i Josep Sunyer i amb el també manresà Francesc Grau. Va ser mestre de Francesc Sunyer, Francesc Negre i de Miquel Anglada (que el 1685 el demandà perquè al seu aprenentatge, iniciat el 1679, va fer de servent més que no pas d'alumne). Les darreries de l'artista estan poc documentades, però està registrat que el 1707 vengué unes terres a Charles Maynadier, cirurgià major del regiment de Tesse; i que l'esposa d'en Generes, Maria Roma, era vídua el 1710.

## Obres
- Retaule de la capella de la Trinitat (1655), de Sant Pere de Prada[6][7]
- Retaule de Sant Francesc de Paula (1656-1659), convent de Santa Maria de la Victòria de Perpinyà (en l'actualitat, però, conservat a la catedral de Perpinyà)[8]
- Retaule dels sants Cosme i Damià (1661), a l'església parroquial de Serdinyà[9]
- Retaule de l'altar major (1663), a Santa Maria d'Espirà de Conflent[10][11][12]
- Retaule de l'altar major (1663-1664), a Sant Julià i Santa Basilissa de Vinçà[13]
- Retaules de l'Ascensió de Crist i de la Immaculada Concepció (1665), a Sant Esteve d'Estoer[14]
- Retaule de l'altar major (1665), a Sant Esteve de Glorianes[15]
- Retaule de l'altar major (1666), a Santa Eulàlia de Fullà[16]
- Retaule de l'altar major (1670), a Sant Vicenç de Clairà
- Retaule de sant Domènec (1671), per a Sant Julià del Soler[17]
- Retaule de la Nativitat (1671-1674), per a Santa Maria de Baixàs[18]
- Retaule (1672), per Sant Esteve de Saorra (desaparegut, només se'n conserven tres peces)[19]
- Retaule de la capella de la Sang (1678), a Sant Quirze de Pià[20]
- Retaule (1679), per al monestir de Santa Maria de Corbiac
- Retaule de l'Assumpció (1681-1682), a l'església de la Mare de Déu de l'Assumpció de Vingrau[21]
- Retaule de sant Galdric (1685-1687), a la catedral de Perpinyà[22]
- Retaule de l'altar major (1693- ?), per Sant Mateu de Perpinyà[nt 3]
- Retaules a Santa Justa i Santa Rufina de Prats de Molló:
  - Retaule de l'altar major (1693-1705)[23]
  - Retaule de sant Francesc de Paula[24]
  - Retaule de sant Josep, o de sant Eloi (1709)[25]
  - Retaule de sant Pere i sant Pau[26]
  - Retaule del Roser (1706)[27]
- Retaule a Sant Andreu de Vallestàvia «www.pratsdemollolapreste.com». Arxivat de l'original el 2012-03-16. [Consulta: 21 març 2012].
- Confessionaris a Santa Maria d'Espirà de Conflent[28]
- Alt relleu: El sagrament del baptisme a Santa Maria d'Espirà de Conflent[29]